# Udeopsylla
Udeopsylla is een geslacht van rechtvleugeligen uit de familie grottensprinkhanen (Rhaphidophoridae). De wetenschappelijke naam van dit geslacht is voor het eerst geldig gepubliceerd in 1862 door Scudder.

## Soorten
Het geslacht Udeopsylla  is monotypisch en omvat slechts de volgende soort:
- Udeopsylla robusta (Haldeman, 1850)